# 王铁汉
王铁汉（1905年3月28日—1995年12月15日）又名捷三，辽宁盘山人，中国抗日战争将领，被誉为打响了抗日战争第一枪的人。喜欢研究军事、政治，编写过《战争论》、《东北军史略》等书并出版发行，有儒将之称。

## 生平
王鐵漢年青时代考入北京大学预科，两年后因家境贫寒弃学从军，之后进入东北陆军讲武堂学习，曾经在中国大学进修。九一八事变前一直驻守沈阳东山嘴子北大营。王铁汉时任东北军陆军独立旅第七旅620团团长，拒绝执行上级的不抵抗命令，下令打响抗日第一枪。后随东北军撤入關內，驻守北京昌平县。1933年参加长城抗战，同年5月任國民革命軍第六十七軍少将参谋长。
1937年11月，参加淞沪会战。1938年9月，任國民革命軍第四十九軍105師師长。1939年9月参加了第一次长沙会战，1941年3月参加了上高会战。1941年10月，接替升遷為第10集團軍副司令官的劉多荃成為四十九军中将军长，兼任金华兰溪警备司令，驻防浙江。1941年底，投入第三次長沙會戰。1942年5月至8月参加了浙赣战役，后驻守江西上饶。
1945年8月日本投降后，赴杭州受降，在國共內戰中參加蘇中戰役遭到中共華中野戰軍粟裕擊敗，亦參加了淮沭戰役、李堡戰役等。1947年8月卸任陸軍第四十九師師長（後改為陸軍49軍，王任軍長）。同年49軍北調東北戰場，剛到東北才20多天的49軍就遭遇了中共東北民主聯軍的秋季攻勢，損失慘重。其後王任沈阳防守司令官、辽宁省政府主席，这是王铁汉在二十多年军旅生涯之后的首次从政。
1948年10月底，王鐵漢随中華民国政府赴台，作为东北军在台高級將領。1960年6月起，王鐵漢任中華民國總統府國策顧問。1963年6月起，王鐵漢兼任中国国民党第九屆中央评议委员。1990年张学良九十寿辰时，王鐵漢曾亲临祝寿。1995年12月15日，王鐵漢病逝於臺北市中心診所醫院。
王鐵漢有二女王翠鳳（現居於瀋陽市鐵西區）與王令儀（居於台灣，獲加州大學化學碩士，夫為施福佑）。

## 外部連結
- 王铁汉: 东北之第二「九一八」
- 王铁汉：从东北之接收谈到东北之沦陷

| 前任：徐箴 | 遼寧省政府主席1948年2月-1948年10月 | 繼任： (废止) |